# Place (Departamento do Censo dos Estados Unidos)
O Departamento do Censo dos Estados Unidos define o termo Place (Lugar), como uma concentração da população. Os tipos de locais definidos pelo USCB são lugares incorporados, como cidades, vilas e aldeias e Região censitária, que se assemelha a uma cidade ou vila, mas carece de seu próprio governo. A concentração da população pode ter um nome específico, ser reconhecida localmente e não fazer parte de qualquer outro lugar. Estes locais geralmente têm um núcleo residencial, um padrão de rua, um comércio em particular e tipos de uso das terras e áreas urbanas. Lugares incorporados são definidos por lei que estão de acordo com o estatuto do USCB para delinear esta política.

## PlaceIncorporado
Um Place incorporado, na definição do Departamento do Censo dos Estados Unidos, é um tipo de entidade governamental incorporada sob o estado de direito como uma cidade, vila (exceto nos estados da Nova Inglaterra, Nova Iorque e Wisconsin), bairro (exceto no Alasca e Nova Iorque), ou aldeia que possuem limites legalmente precritos, inclusive nos poderes e funções. Os requisitos para a incorporação podem variar muito entre os estados estadunidenses, alguns possuem critérios específicos, enquanto outros têm estabelecido limites de população e, ocasionalmente, outras condições (como área mínima de terreno, densidade populacional e distância de outros Places existentes incorporados), que devem ser atendidos para a incorporação.
O USCB reconhece Places incorporados em todos os estados, exceto no Havaí, por um acordo com o Gabinete do Governador com o Census Bureau, que reconhece como places censo-designados, em vez de incorporados. Puerto Rico, e várias outras áreas periféricas sob a jurisdição dos Estados Unidos (como Guam e Ilhas Marianas do Norte), também não possuem Places incorporados.
Diferentes estados estadunidenses usam uma variedade de termos para as suas áreas incorporadas. As designações podem ser "cidade", "vila", "aldeia" ou "bairro" que são as mais usadas e freqüentes, um em cada três estados tem todos os tipos de lugares incorporados como Kentucky, Montana, Nevada e Tennessee, onde os tipos de governos (geralmente consolidados), não usam quaisquer destas designações. Nova Jersey é o único estado que mantêm os quatro tipos de lugares incorporados. Apenas dois outros estados (Connecticut e Pensilvânia), incluem "bairros" como Places incorporados. Onze estados têm apenas "cidades", e o restante possuem várias combinações de "cidade", "vila" e "aldeia".
Nem todas as entidades designadas como "cidades" e "bairros" são considerados pelo USCB como sendo lugares. Nos seis estados da Nova Inglaterra, e em Nova Iorque e Wisconsin, a "cidade" se refere como uma Divisão Civil Menor (DCM), em vez de um Place. Os DCMs nesses estados, embora muitas vezes funcionando com todos os poderes de um governo cívico, pode conter uma considerável área rural; fora da Nova Inglaterra, outras unidades do governo executam a função de Places incorporados. No Alasca, o termo "bairro" se refere à um território governado por um concelho em vez do Place; em Nova Iorque, o USCB trata os cinco bairros que compõem a cidade como DCMs.

## Região censitária
Uma região censitária é uma comunidade que não possui um governo municipal separado, e para fins estatísticos pelo Departamento do Censo dos Estados Unidos, é comparado e combinado com as áreas povoadas que fisicamente se assemelham com Places incorporados. Os limites de uma região censitária não tem status legal e pode não corresponder com o entendimento local da área com um mesmo nome. Comunidades podem ser divididas em duas ou mais regiões censitárias, enquanto por outro lado, duas ou mais comunidades podem ser combinadas em uma região censitária.

### Exemplos
- Bostonia, um bairro no nordeste de El Cajon, Califórnia, é exemplo de uma região censitária que cobra uma parte não constituída de um bairro que reside, em parte, dentro de um Place incorporado. O bairro fica nos limites de El Cajon. A região censitária de Bostonia cobre a maior parte da área não-incorporada de El Cajon no Condado de San Diego, geralmente ao norte de Bostonia.

- Shorewood-Tower Hills-Harbert, Michigan, é um dos exemplos das múltiplas comunidades que são referidas como não-incorporadas e que são combinadas com uma região censitária.

- Greater Upper Marlboro, Maryland, é um exemplo de região censitária que cobre uma área urbanizada não-incorporada em torno de lugares incorporados. Esta região censitária circunda completamente a sede de concelho de Upper Marlboro.

### Fora dos Estados Unidos
O Statistics Canada usa o termo lugar designado para os centros populacionais sem personificação jurídica. No entanto, os critérios são diferentes de uma região censitária.